# Euphausia vallentini
Espèce
Euphausia vallentini est une espèce de crustacés de la famille des Euphausiidae, faisant partie du zooplancton.